# Bryales
Bryales es un orden de musgos que incluye a las siguientes familias:
- Bryaceae
- Catoscopiaceae
- Leptostomataceae
- Mniaceae
- Phyllodrepaniaceae
- Pseudoditrichaceae
- Pulchrinodaceae

El orden incluye a los Rhizogoniales, pero actualmente se utiliza en un sentido más restringido.